# Paramesosella chassoti
Paramesosella chassoti är en skalbaggsart som beskrevs av Stefan von Breuning 1967. Paramesosella chassoti ingår i släktet Paramesosella och familjen långhorningar. Inga underarter finns listade i Catalogue of Life.